# Calla tú
«Calla tú» es una canción interpretada por la cantautora mexicana Danna Paola, fue lanzada el 14 de enero de 2021 a través de Universal Music México como el séptimo sencillo de su sexto álbum de estudio, K.O. (2021). Fue escrita por ella misma junto a One Path y Raúl Gómez, producida y programada por Bruno Valverde.

## Créditos y personal
Créditos obtenidos de Danna Paola - Flipbook. 
- Danna Paola: Voz principal, composición
- One Path: Composición
- Raúl Gómez: Composición
- Bruno Valverde: Producción, programación
- Pavel Cal: Guitarra
- Lewis Pickett: Mezcla
- Dave Kutchen The Mastering Palace: Masterización
- Mario I. Contreras: A&R

## Posicionamiento en listas
| Lista (2021)                                   | Peak |
| ---------------------------------------------- | ---- |
| Costa Rica (Costa Rica Airplay Top 20 General) | 17   |
| Ecuador (Ecuador Airplay Top 20 Pop)           | 7    |
| México (México Airplay)                        | 7    |
| México (México Español Airplay)                | 1    |
| Panamá (Panamá Airplay Top 20 Pop)             | 5    |

## Premios y nominaciones
| Año  | Premiación                       | Categoría                           | Resultado | Ref.   |
| ---- | -------------------------------- | ----------------------------------- | --------- | ------ |
| 2021 | International Music Video Awards | Mejor Video Musical                 | Finalista | [ 9 ]  |
| 2021 | Kids' Choice Awards México       | Rola Más Pejagosa                   | Nominada  | [ 10 ] |
| 2021 | Munich Music Video Awards        | Mejor Video Musical Con Coreografía | Ganadora  | [ 11 ] |
| 2021 | Munich Music Video Awards        | Mejor Director                      | Ganadora  | [ 11 ] |
| 2021 | Paris Play Film Festival         | Mejor Video Musical                 | Ganadora  | [ 12 ] |
| 2021 | Paris Play Film Festival         | Mejor Vestuario - Maquillaje        | Ganadora  | [ 12 ] |